# Liste der Monuments historiques in Domgermain
Die Liste der Monuments historiques in Domgermain führt die Monuments historiques in der französischen Gemeinde Domgermain auf.

## Liste der Immobilien
| Bezeichnung        | Beschreibung                              | Standort                  | Kennzeichnung | Schutzstatus | Datum | Bild           |
| ------------------ | ----------------------------------------- | ------------------------- | ------------- | ------------ | ----- | -------------- |
| Kapelle St-Maurice | aus dem 14. Jahrhundert; mit Wandgemälden | nördlich des Ortes (Lage) | PA54000084    | Inscrit      | 2015  | weitere Bilder |

## Liste der Objekte
| Bezeichnung                 | Beschreibung                                                                                                | Standort                               | Kennzeichnung | Schutzstatus | Datum     | Bild |
| --------------------------- | --- | -------------------------------------- | ------------- | ------------ | --------- | ---- |
| Orgel                       | Ensemble aus PM54000202 und PM54000205                                                                      | in der Kirche St-Maurice (Lage)        | PM54001299    | Classé       | 1973 1981 |      |
| Orgelprospekt und -empore   | um 1720 gebaut, Charles Cachet zugeschrieben; aus dem Franziskanerkloster in Toul                           | in der Kirche St-Maurice (Lage)        | PM54000205    | Classé       | 1981      |      |
| Instrumentalteil der Orgel  | um 1720 gebaut, Charles Cachet zugeschrieben, mehrfach umgebaut; aus dem Franziskanerkloster in Toul        | in der Kirche St-Maurice (Lage)        | PM54000202    | Classé       | 1973      |      |
| Gemälde Christi Himmelfahrt | Ölfarbe auf Leinwand, vergoldeter Holzrahmen, 1780 von François Senémont                                    | in der Kirche St-Maurice (Lage)        | PM54000207    | Classé       | 1981      |      |
| Skulptur Heiliger Nikolaus  | Stein, farbig gefasst, um 1515; gestohlen                                                                   | in der Kapelle St-Maurice (Lage)       | PM54000204    | Classé       | 1975      |      |
| Skulptur Heiliger Abdo      | Holz, 18. Jahrhundert; aus der Kapelle St-Maurice                                                           | in der Kirche St-Maurice (Lage)        | PM54001505    | Inscrit      | 1975      |      |
| Pietà                       | Stein, farbig gefasst, um 1525                                                                              | außen an der Kapelle St-Maurice (Lage) | PM54000203    | Classé       | 1975      |      |
| Hauptaltar                  | Altartisch, Tabernakel und sechs Altarleuchter; Marmor, Holz, Kupfer, vergoldet, Mitte des 18. Jahrhunderts | in der Kirche St-Maurice (Lage)        | PM54000201    | Classé       | 1971      |      |
| Kanzel                      | Holz, 1736                                                                                                  | in der Kirche St-Maurice (Lage)        | PM54000206    | Classé       | 1981      |      |